# 2 cm Flak 38
2cm Flak 38は、1940年、ナチス・ドイツが採用した口径20 mmの対空機関砲である。2 cm Flak 30の改良型にして後継。

## 概要
低空で来襲する敵戦闘機・戦闘爆撃機を迎撃するため、ラインメタル・ボルジヒ社の2 cm Flak 30が配備されていたが、航空機の高速化に対応すべく、より発射速度の高い機関砲としてマウザー社が改良・開発した。Flak 30と同型のY字型砲架に載せられ、手動全周旋回、-20度から+90までの砲身俯仰が可能、俯仰手・測距手・装填手・弾薬運搬手の4名で運用される。
右図に示す2輪トレーラー（Sd.Ah.51）に搭載された本砲は、Sd Kfz 251やマウルティアのような半装軌車、また、クルップ・プロッツェやオペル・ブリッツのようなトラックで牽引移動する。本来は牽引用であるホルヒ 1a（Horch 108 Typ 1a）のような大型乗用車に、現地改造での搭載例もある。
2cm Flak 38は、Flak 30同様、陸軍・海軍・空軍・武装SSの各軍で共通運用され、要塞や対空陣地・各種車両や列車・艦艇に搭載、幅広く用いられた。
また、対空任務だけでなく、地上目標への制圧・支援射撃用としても威力を発揮した。しかし、Flak 30より発射速度が上がったとはいえ、相変わらず20発入り箱型弾倉を使い、実用発射速度も180-220発/分でしかなく、本砲を4門並べた「2 cm Flakvierling 38」に発展することとなった。また、本砲を戦車・装甲車の主砲用に改造した車載型の「2 cm KwK 38」も生産され、後期のII号戦車や38(t)偵察戦車・装輪装甲車・装甲ハーフトラックに搭載された。
バリエーションとして、降下猟兵や山岳猟兵向けの軽量型「Gebirgsflak 38」があった。通常型と異なり牽引用台車は不要で、台座部分の車軸にホイールを装着できたが、速度の速い自動車には対応しておらず、馬や騾馬、低速のRSOトラクターでの牽引に用いられた。射撃時にはホイールを外し、折り畳まれていた三脚を展開することで、全周旋回可能となる。砲架や防盾は小型軽量化され、砲手シートはFlaK 30のように砲の真後ろに移動していた。砲と砲架は山砲のように容易に分解可能で、人力での運搬も可能であった。

## 自走砲への搭載
本砲は車輌に牽引されるほか、各種自走砲に搭載された。最初にハーフトラック荷台に搭載したまま射撃可能な対空自走砲型、2 cm高射砲搭載 1 t牽引車が開発された。さらにI号戦車A型と38(t)軽戦車系自走砲シャーシに搭載した、対空戦車が作られた。I号戦車をベースとしたものはドイツ軍に制空権のあった大戦初期に生産されたため、主に地上戦闘の火力支援に投入され、スターリングラード攻防戦で全車が失われた。一方、38（t）自走砲は、大戦後期の敵航空機に対し火力不足でありながら、ドイツ軍が航空優勢を失って行く中で対空車輌の需要に供給が追いつかず、終戦まで使用されつづけた。この他、現地改造レベルで大型軍用車輌やトラック、装甲ハーフトラックに搭載された物もあった。Gebirgsflak 38も、RSOやシュビムワーゲンへの搭載例が、写真で確認できる。

## 画像

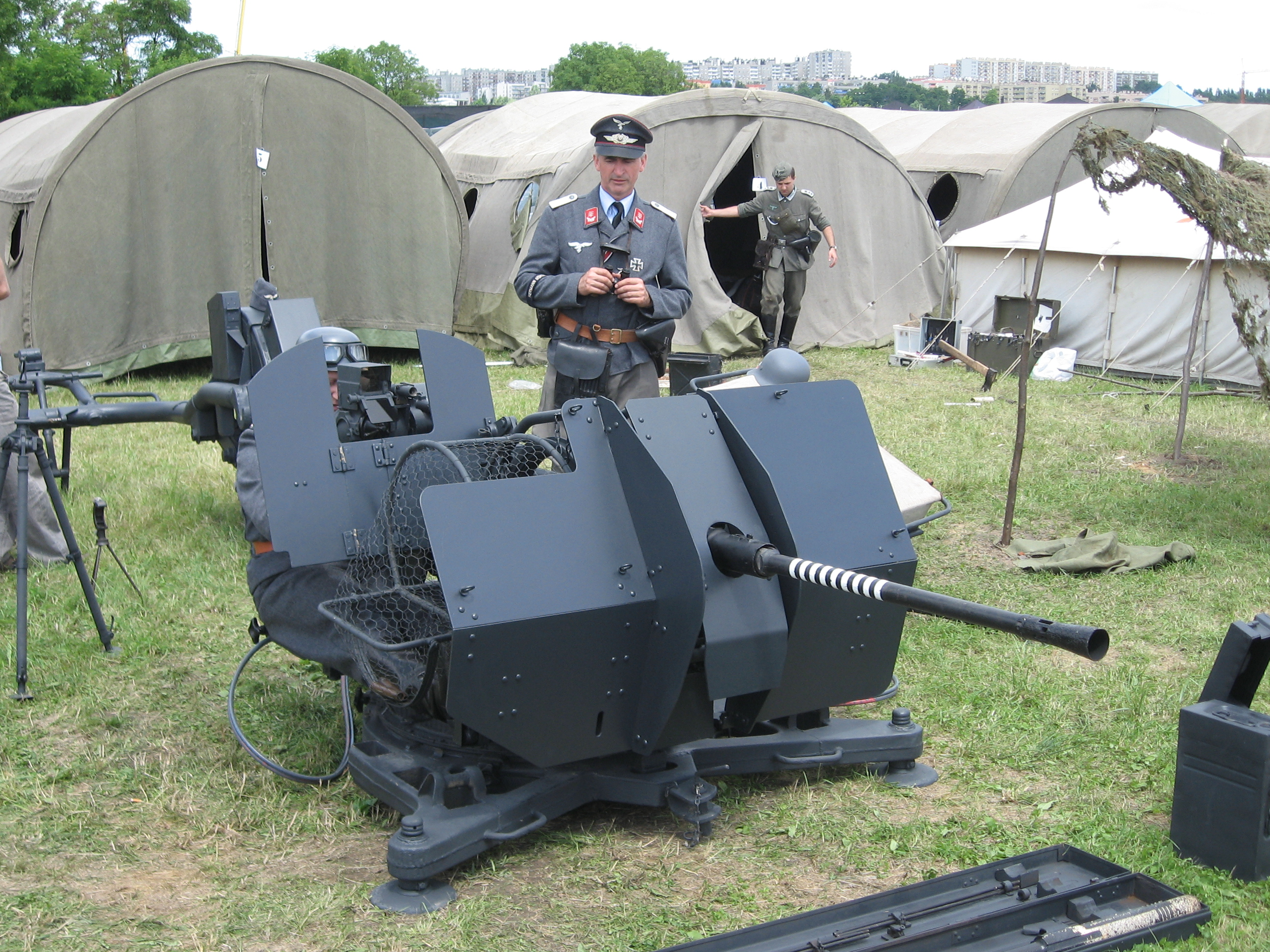
左前方より
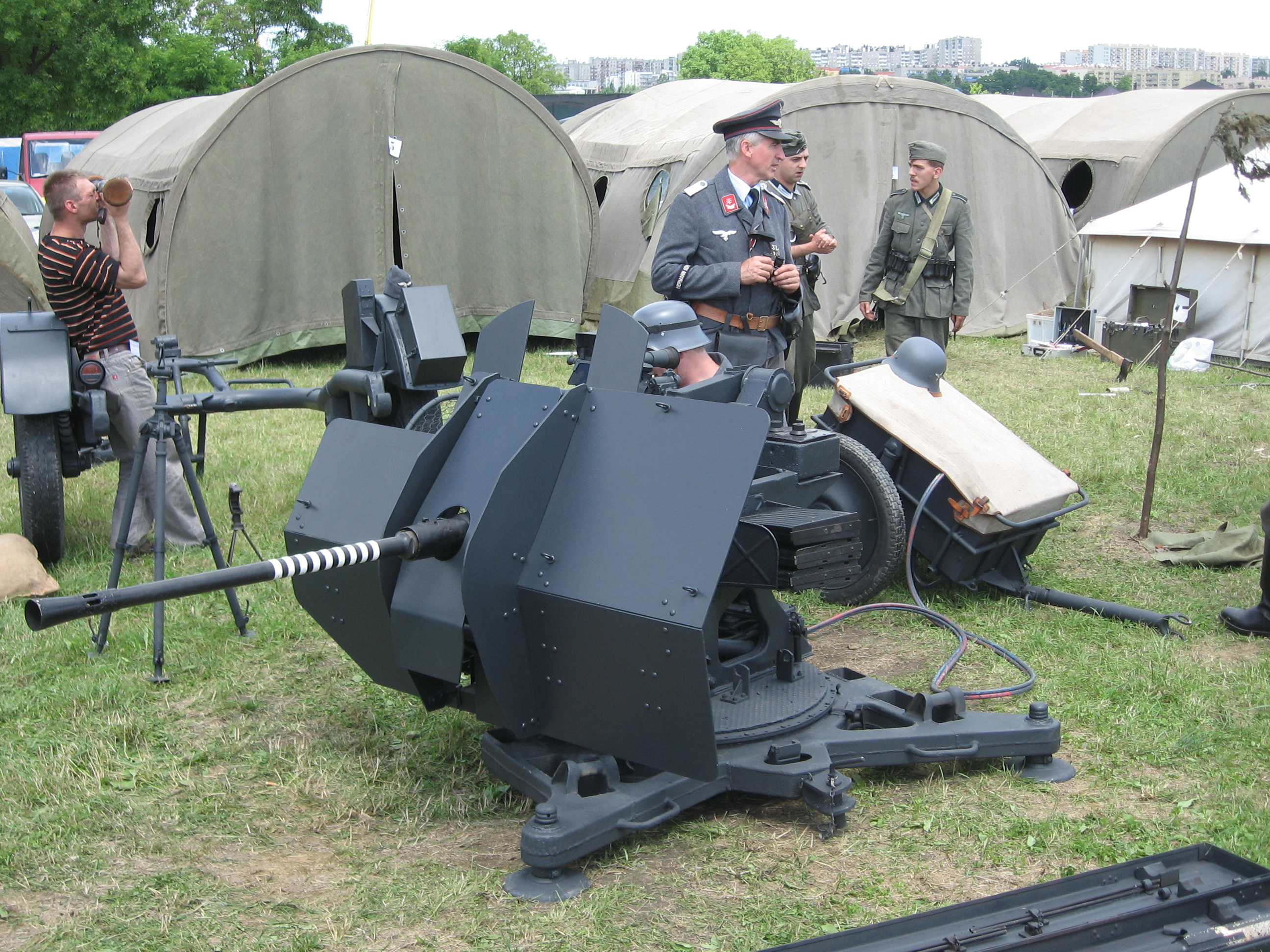
右前方より
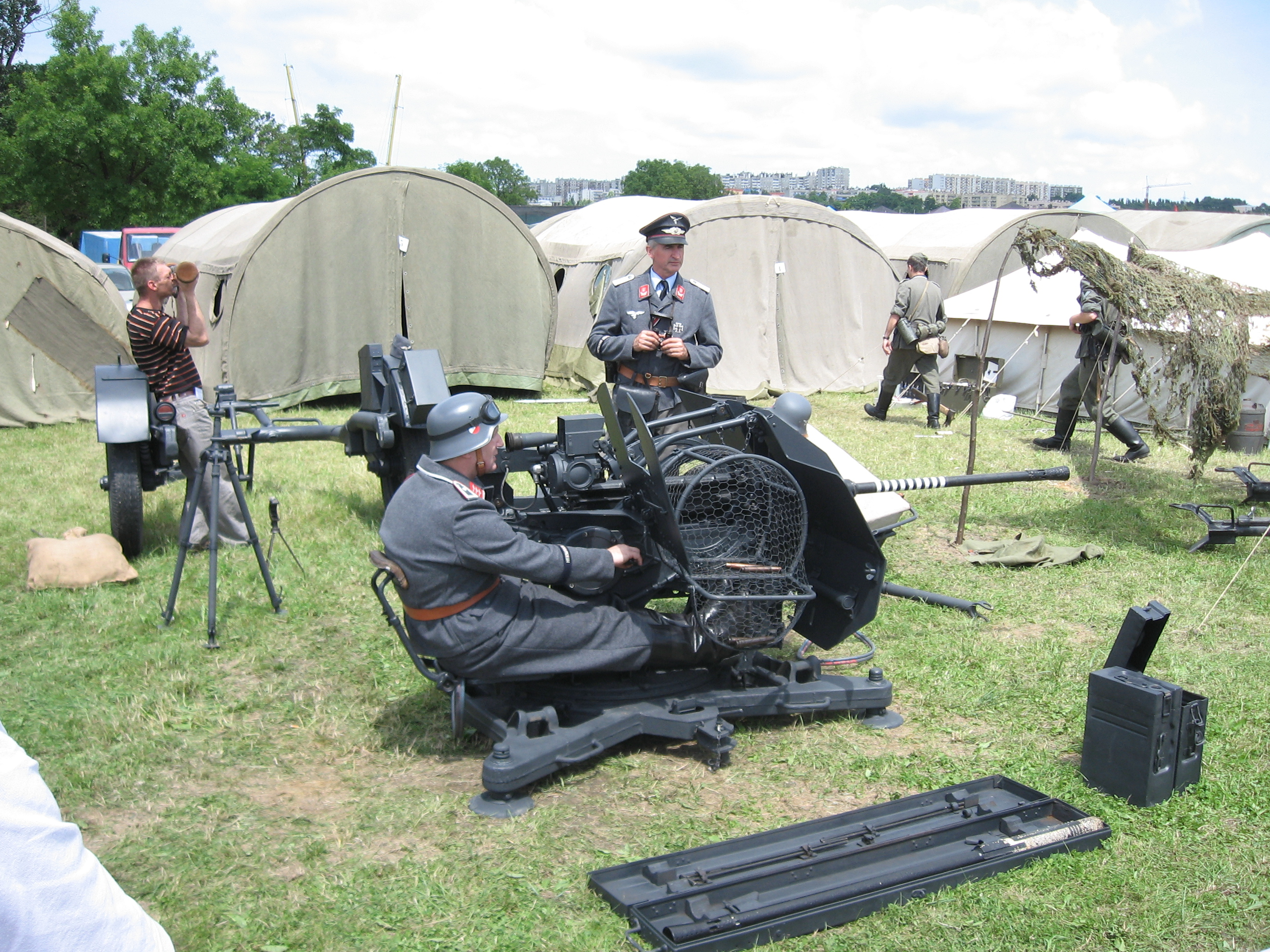
左側面部
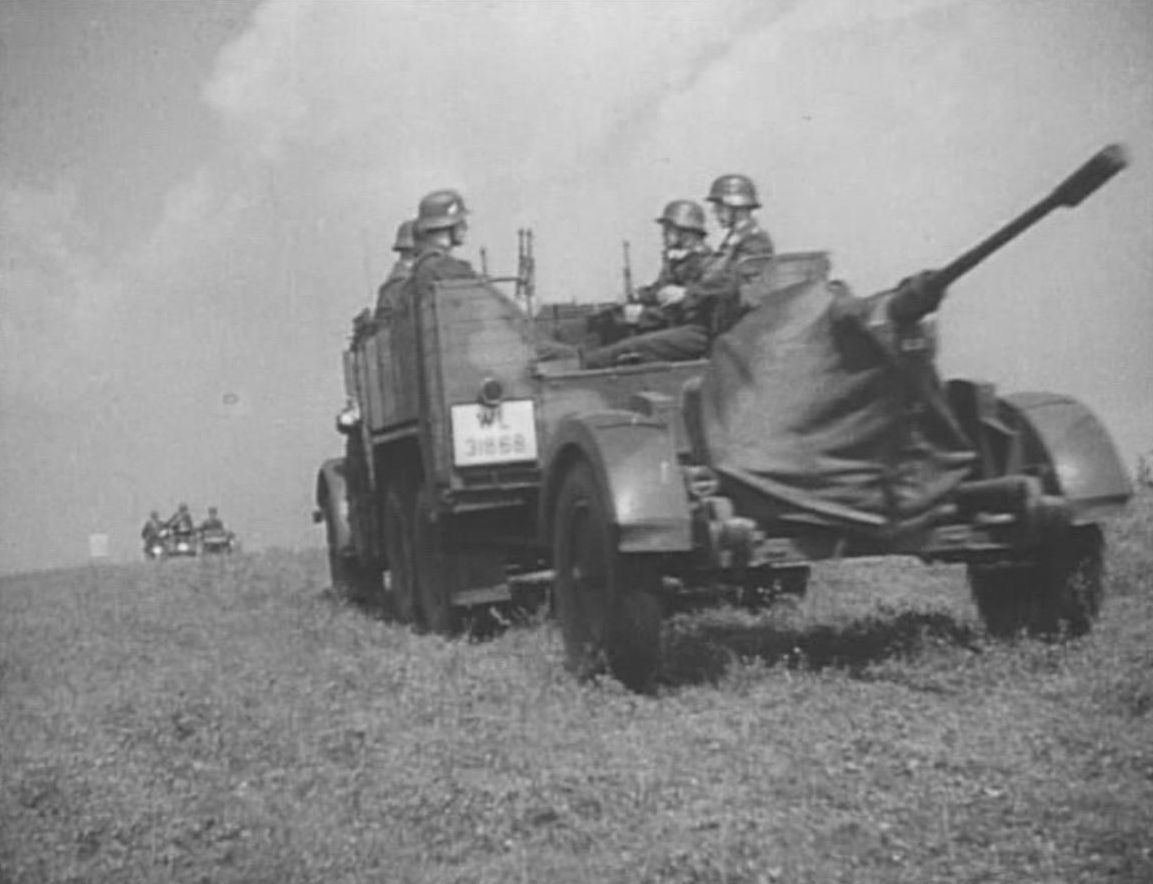
クルップ・プロッツェによって牽引されるFlak 38

## 登場作品

### 映画
『ちいさな独裁者』
味方からはぐれて本砲を人力で運んでいた二人のドイツ空軍兵士が、主人公が率いる「ヘロルト戦闘団」に合流する。その後対空射撃のほか、脱走兵収容所での集団処刑に用いられる。
『プライベート・ライアン』
武装親衛隊の装備として登場。ティーガーIに肉薄攻撃を仕掛けるアメリカ兵たちに水平射撃を加えて排除する。

### ゲーム
『War Thunder』
ドイツ国防軍の対空戦車としてI号対空戦車と38(t)対空戦車が使用出来る。
『トータル・タンク・シミュレーター』
ドイツの自走式対空としてI号対空戦車が使用可能。
『バトルフィールド』シリーズ
『バトルフィールド1942』
ドイツ軍・日本軍の対空機関砲として登場する。
『バトルフィールドV』
固定対空砲としてマップに配置されている。